# Avro Bison
Die Avro 555 Bison war ein einmotoriger Doppeldecker des britischen Herstellers Avro, der zur Verwendung als decklandefähiger Seeaufklärer konzipiert war.

## Entwicklung derAvro Bison
Die Maschine wurde nach der Ausschreibung 3/21 für ein trägergestütztes Aufklärungs- und Artilleriebeobachtungsflugzeug entwickelt. Da die Maschine auf Trägerdecks landen sollte, war das Pilotencockpit zwecks besserer Sicht bei Deckslandungen vor der Tragflächenvorderkante angebracht; damit bot die 555 ein eigenartiges Erscheinungsbild.
Standardmäßig war die Avro 555 mit Luftsäcken für den Fall einer Notwasserung ausgestattet.
Der erste Prototyp startete 1921 zum Erstflug mit einem wassergekühlten 450 hp (336 kW/456 PS) leistenden Napier-Lion-Motor. Bei dieser Maschine war die Tragfläche unmittelbar auf dem Rumpf angebracht; außerdem hatte sie einen gefederten Hecksporn.
Erst über ein Jahr später führte Avro-Cheftestpilot Bert Hinkler am 12. Dezember 1922 in Hamble den zweiten Prototyp vor. Bei dieser Maschine war die obere Tragfläche aufgestielt, sie befand sich nun etwa 40 Zentimeter über dem Rumpf.
Am 30. Juni 1923 erfolgte der Erstflug des dritten Prototyps, der gleich der ersten Maschine ausgeführt, jedoch mit Höhen- und Seitenrudern in der Ausführung des zweiten Prototyps ausgestattet war. Dieses Flugzeug war zunächst bei der Wireless And Photographic Flight in Farnborough stationiert und ab 1924 in Gosport.

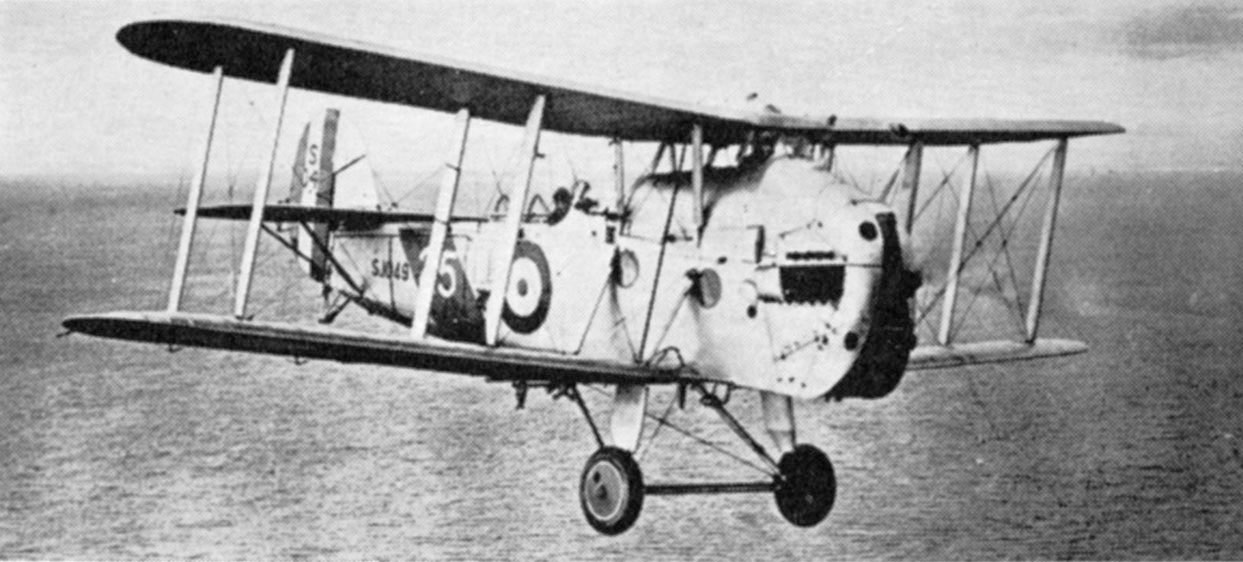
Die auch bestellte Blackburn Blackburn

Die britischen Behörden erteilten einen Bauauftrag für die Avro-Maschine aber auch für die Konkurrenzkonstruktion Blackburn Blackburn. Die Avro 555 Bison war ein zweistieliger Doppeldecker. Der Rumpf bestand aus einem Stahlrohrrahmengestell, welches hauptsächlich stoffbespannt war. Der Kabinenbereich war sperrholzbeplankt.
Das Fahrwerk bestand aus einem starren, zweirädrigen, öldruckgefedertem Hauptfahrwerk sowie einem gefederten Hecksporn.
Die erste Serie von zwölf Maschinen (N9591-N9602), bezeichnet als Avro 555 Bison I bezeichnet, war baugleich mit dem ersten Prototyp. Elf Flugzeuge wurden an die Engine Research Flight ausgeliefert, eines wurde bei Avro zu einem Amphibienflugzeug mit einem kombinierten Rad-Schwimmer-Fahrgestell umgebaut und als Avro 555B Bison I bezeichnet. Dieses Einzelstück zeigte jedoch inakzeptable Flugeigenschaften. Die ersten Bison-Maschinen wurden Ende 1922 auch bei der Staffel No.3 der RAF eingesetzt, ohne deren Hauptausstattung Westland Walrus zu ersetzen. Die Staffel No.3 erledigte von September 1921 bis April 1923 kurzzeitig Aufgaben in der Zusammenarbeit mit der Royal Navy und wurde dann in die Fleet Spotter Flights 421 und 422 auflöst.
Die zweite Serie, genannt Avro 555 A Bison IA, entsprach dem zweiten Prototyp mit leichten Modifikationen – besonders im Bereich der Tragflächengeometrie – und wurde in vier Einzellosen in der Zeit von Dezember 1924 bis Februar 1927 an die Streitkräfte ausgeliefert.

## Einsatzgeschichte
Obwohl ursprünglich für den Einsatz auf Flugzeugträgern vorgesehen, wurde die Bison anfangs als Aufklärer im Küstenbereich eingesetzt und ersetzte so teilweise die Westland Walrus. 

Die erste Einheit mit Avro Bison Mk.I wurde dann der am 21. November 1923 neugebildete Fleet Spotter Flight 423, der aber bis Juli 1924 auch über Westland Walrus verfügte. 423 wurde von der Argus eingesetzt. Im April 1925 wurde die Einheit auf Avro Bison Mk.II umgerüstet und im Februar 1926 der Eagle für deren Einsatz im Mittelmeer zugeteilt. Mitte 1926 auf die Hermes, die auf dem Weg zur China Station mit der Mittelmeerflotte übte, abgeordnet, kehrte die Einheit Anfang 1927 auf die Eagle zurück, wo sie bis zur Umrüstung auf Fairey IIIF im März 1929 verblieb.

Als zweite Einsatzeinheit erhielt der Fleet Spotter Flight 421 auf der Furious bei der Home Fleet im Mai 1925 Avro Bison Mk.I zum Teil von der vorgenannten Einheit als Ersatz für die bis dahin eingesetzte Westland Walrus. Die Mk.I wurden schon im August durch neue Avro Bison Mk.II ersetzt. Anfang 1927 teilte sich die Einheit in einen A- und B-Flight, wobei der letztere auch bis Juni 1928 auf die Eagle kam. Der Fleet Spotter Flight 421 begann dann ab Januar 1929 seine Umrüstung auf Fairey IIIF.

Im März 1929 wurden alle Avro 555 Bison von den Einsatz-Flights zurückgezogen. Die beiden jetzt nur noch mit Fairey III F ausgestatteten Flight wurde am 26. April 1929 in die „Fleet Spotter reconnaissance Flight“s 447 und 448 umbenannt.
Eine Avro Bison diente noch für etwa ein Jahr bei dem Engine Research Flight in Farnborough als Versuchsträger für Motor- und Kühlertests.

## Technische Daten
| Kenngröße                  | Avro 555 Bison I                        | Blackburn Blackburn Mk.I            |
| -------------------------- | --------------------------------------- | ----------------------------------- |
| Länge                      | 10,97 m                                 | 11,02 m                             |
| Höhe                       | 4,11 m                                  | 3,81 m                              |
| Spannweite (Oberflügel)    | 14,02 m                                 | 13,84 m                             |
| Flügelfläche               | 57,62 m²                                | 60,4 m²                             |
| Leermasse                  | 1887 kg                                 | 1786 kg                             |
| Max. Flugmasse vollgetankt | 2631 kg                                 | 2710 kg                             |
| Antrieb                    | ein wassergekühlter Napier Lion II      | Lion IIB                            |
| Leistung                   | 358 kW (487 PS)                         | 450 PS                              |
| Höchstgeschwindigkeit      | 177 km/h                                | 157 km/h                            |
| Marschgeschwindigkeit      | 145 km/h                                |                                     |
| Gipfelhöhe                 | 4270 m                                  | 3950 m                              |
| Steigrate                  | 183 m/min                               | 210 m/min                           |
| Reichweite/Flugdauer       | ca. 550 km                              | 4h 15´                              |
| Besatzung                  | 3 Mann (Pilot, Heckschütze, Beobachter) | 3 Mann                              |
| Bewaffnung                 | ein schwenkbares 7,7-mm-Lewis-MG        | ein schwenkbares und ein starres MG |